# Sphinctrinaceae
Sphinctrinaceae es una familia de hongos en el orden Mycocaliciales.